# Drive-in

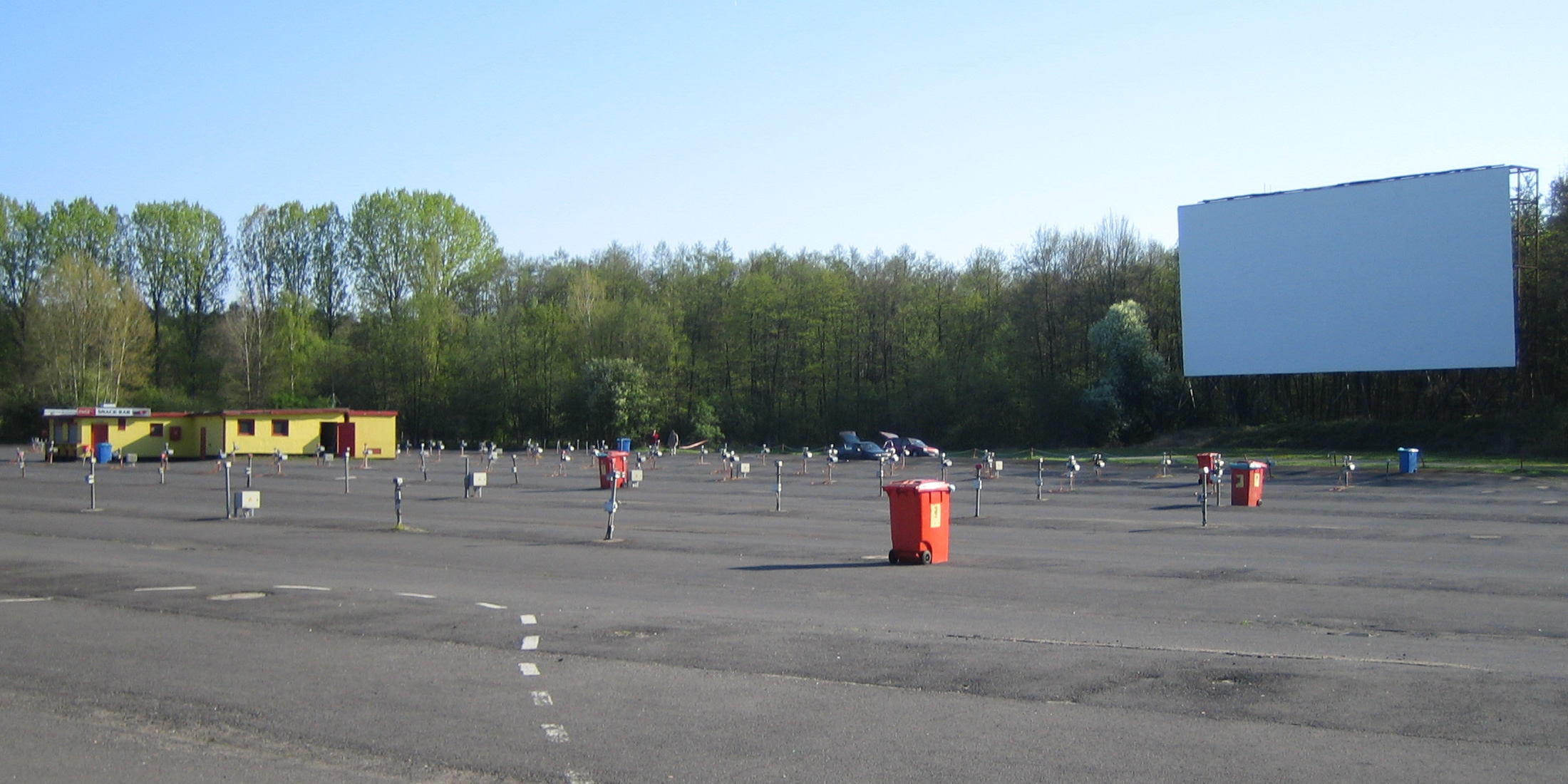
Een drive-in bioscoop.

Een drive-in is een voorziening zoals een bank, restaurant, bioscoop of zelfs een kerk waar iemand met een auto binnen of doorheen kan rijden om bediend te worden.
In Engelssprekende landen wordt de term "drive-in" alléén gebruikt als er wordt binnengereden en dan gebleven om het product of de dienst te consumeren, bijvoorbeeld bij de drive-in bioscoop of een drive-in restaurant waar het eten op het parkeerterrein van het restaurant wordt geconsumeerd. Als er wordt doorgereden ná ophaal of de uitvoering van een kortdurende dienst zoals bankieren of het ophaal van eten om het elders te consumeren wordt de term "drive-through" vaak gebruikt, of in de Amerikaanse spelling: "drive-thru".
In Japan verwijst de term naar een rustplaats.
In Nederland bieden alleen restaurants zoals McDonald's, Burger King, Kentucky Fried Chicken en Subway een drive-inservice aan.
Drive-ins komen vaak voor in een autoafhankelijke maatschappij.

## Disco
Mobiele disco's (drive-inshows) worden in de volksmond ook drive-in of drive-indiscotheek genoemd. Een drive-inshow bestaat uit een geluidsset, lichtinstallatie en een dj.

## Bioscoop

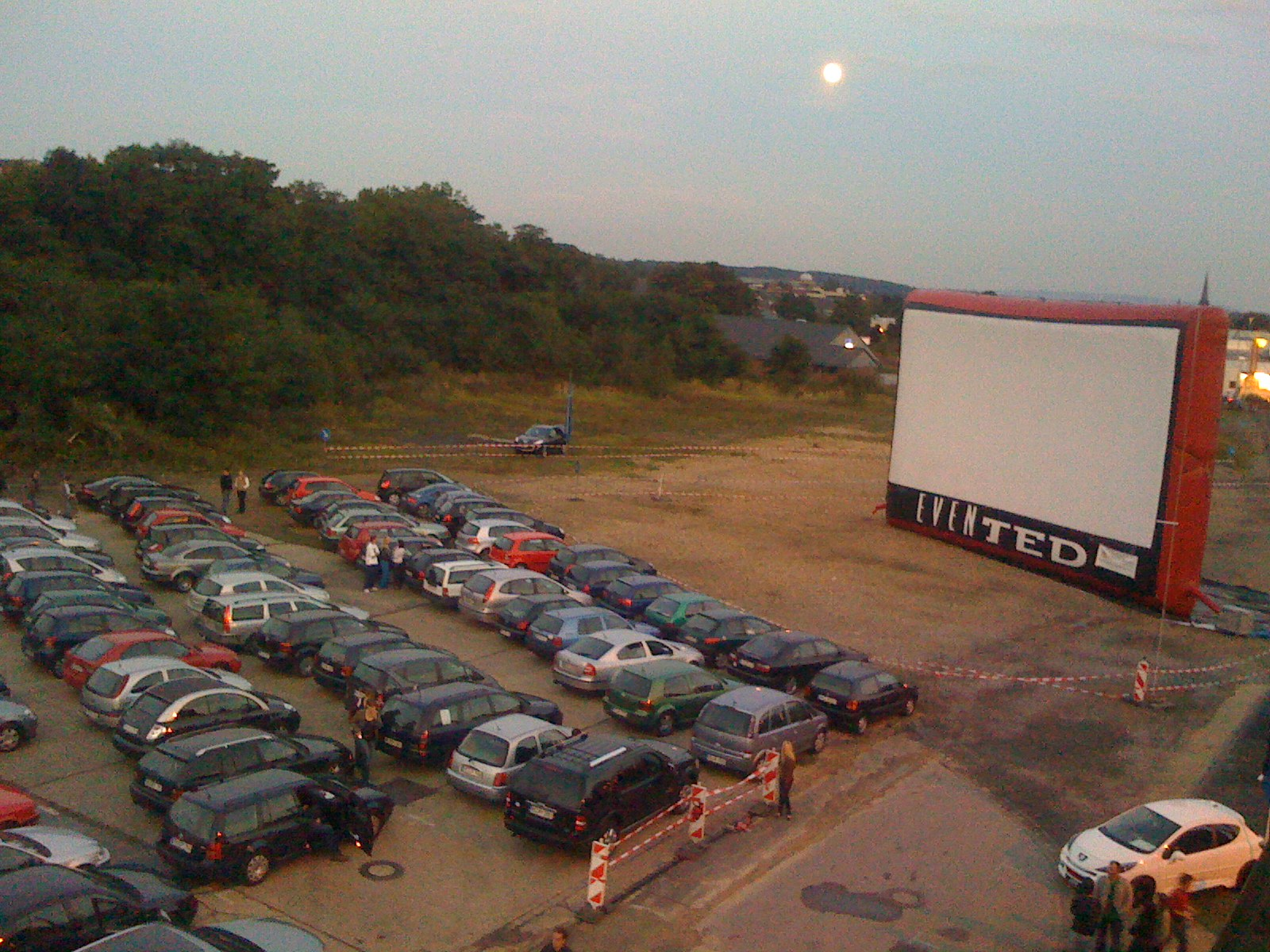
Drive-inbioscoop

In Nederland hebben er ooit ook twee drive-inbioscopen bestaan, "autobioscoop" genoemd. De eerste daarvan, "De Oude Waag" in het Drentse Drouwen, werd in juli 1969 geopend. Tien jaar later werd een tweede drive-inbioscoop geopend in het Limburgse Landgraaf, Autokino Fonke, met een scherm van 12 bij 28 meter. Deze bioscoop lag tussen de themaparken Mondo Verde en Megaland (bekend van Pinkpop). In 1994 werd de laatste film in de autobios in Drouwen vertoond. De Autokino in Landgraaf sloot in de winter van 2001/2002.